# Максимово (Новосокольнический район)
Максимово — деревня в Новосокольническом районе Псковской области России. Входит в состав Маевской волости.

## География
Расположена у южного побережья озера Максимовец, к западу от озера Спастер, в 27 км к западу от города Новосокольники.

## Население
| 2001 | 2002 | 2010 |
| ---- | ---- | ---- |
| 25   | ↗26  | ↗32  |

Численность населения деревни по оценке на начало 2001 года составляла 25 человек.